# Miyamae-ku
Miyamae (宮前区, Miyamae-ku) est l'un des sept arrondissements de la ville de Kawasaki dans la préfecture de Kanagawa, au Japon. Il est situé au centre-ouest de la ville.
En 2016, sa population est de 225 851 habitants pour une superficie de 18,61 km2, ce qui fait une densité de population de 12 140 hab./km2.

## Transport publics
L'arrondissement est desservi par les lignes Den-en-toshi et Ōimachi de la compagnie Tōkyū.